# ابرگویلی
ابرگویلی (به انگلیسی: Abergwili) یک منطقهٔ مسکونی در بریتانیا است که در کارمارتنشر واقع شده‌است. ابرگویلی ۱٬۶۱۲ نفر جمعیت دارد.